# Francisco de Figueroa
Pour les articles homonymes, voir Figueroa.

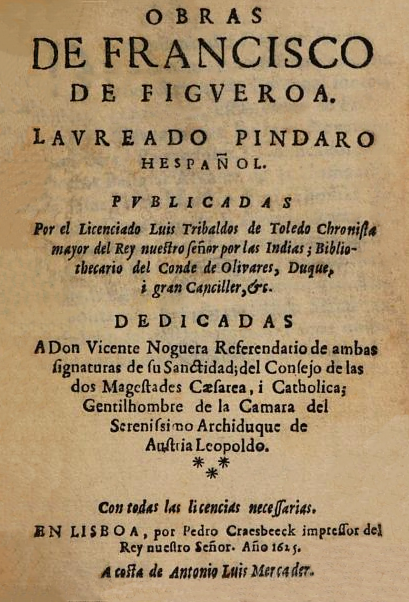
Obras de Francisco de Figueroa (Luis Tribaldos de Toledo, 1625).

Francisco de Figueroa (né à Alcalá de Henares en 1530, mort en 1588) est un poète espagnol du Siècle d'or, que ses contemporains surnommaient le Divin.

## Biographie
Francisco de Figueroa eut une grande célébrité de son temps et fut membre des académies de Naples, de Rome, de Bologne et de Sienne. 
Son ami Miguel de Cervantes l'inclut comme personnage de son roman La Galatea.
Il a composé plusieurs comédies, dont la meilleure est intitulée : Amor y Fortuna. 
Ses œuvres ont été imprimées à Lisbonne en 1626.

## Sources
- Notices d'autorité :   - VIAF
  - ISNI
  - IdRef
  - Espagne
  - Pays-Bas
- Marie-Nicolas Bouillet  et Alexis Chassang (dir.), « Francisco de Figueroa » dans Dictionnaire universel d’histoire et de géographie, 1878 (lire sur Wikisource)